# Corps des cadets de la Marine
Pour les articles homonymes, voir Cadets de la Marine.

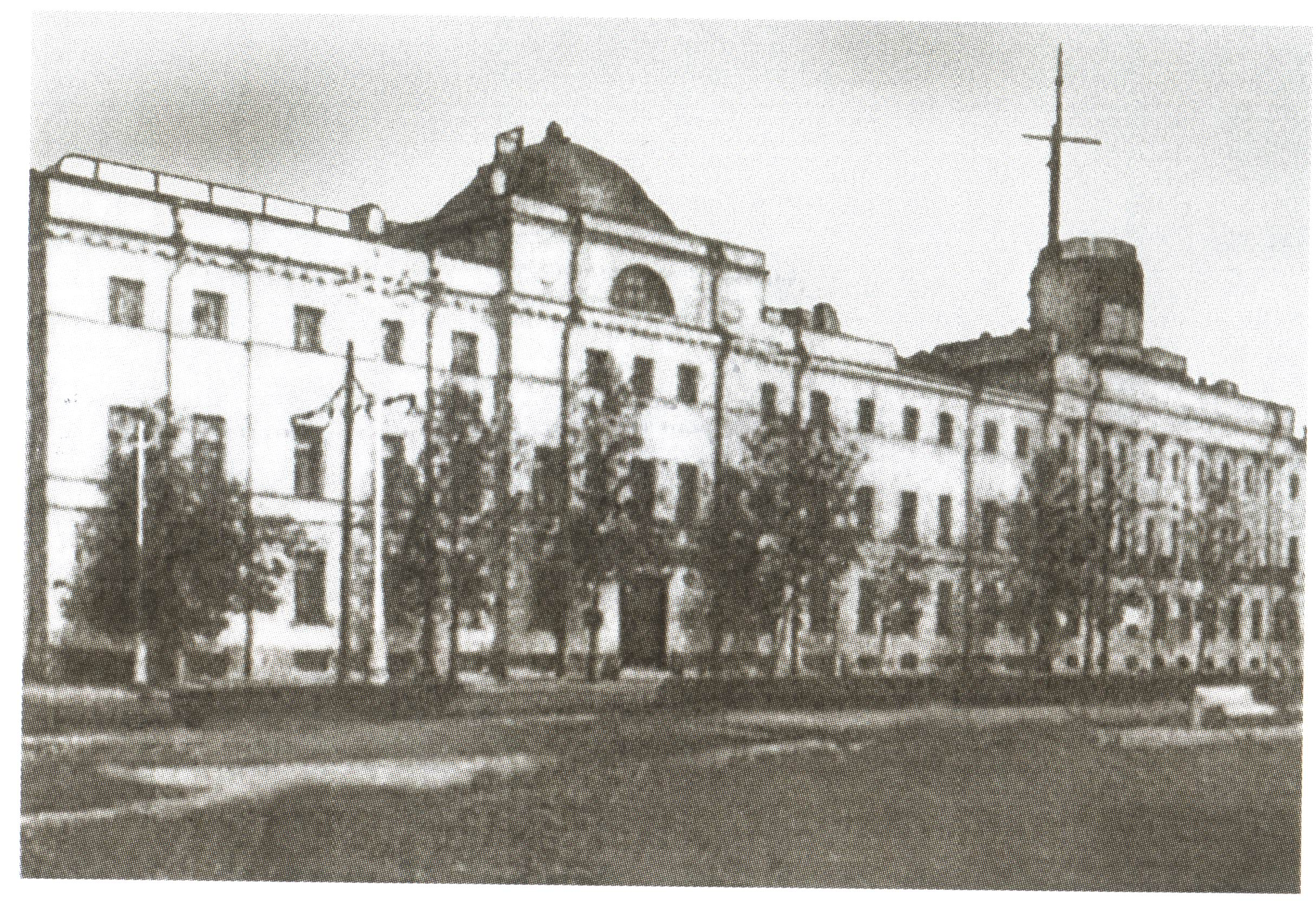
Façade du corps des cadets de la Marine en 1900

Le corps des cadets de la Marine (en russe : Морской кадетский корпус, Morskoï kadetski korpus) est le plus ancien établissement d'enseignement militaire de la Marine de Russie. Depuis 2001 l'Institut naval de Saint-Pétersbourg (en), qui en est l’héritier, se nomme corps des cadets de la Marine Pierre-le-Grand de l'institut naval de Saint-Pétersbourg (Морской корпус Петра Великого — Санкт-Петербургский военно-морской институт). Il se trouve à Saint-Pétersbourg au 17, quai du lieutenant Schmidt.

## Historique

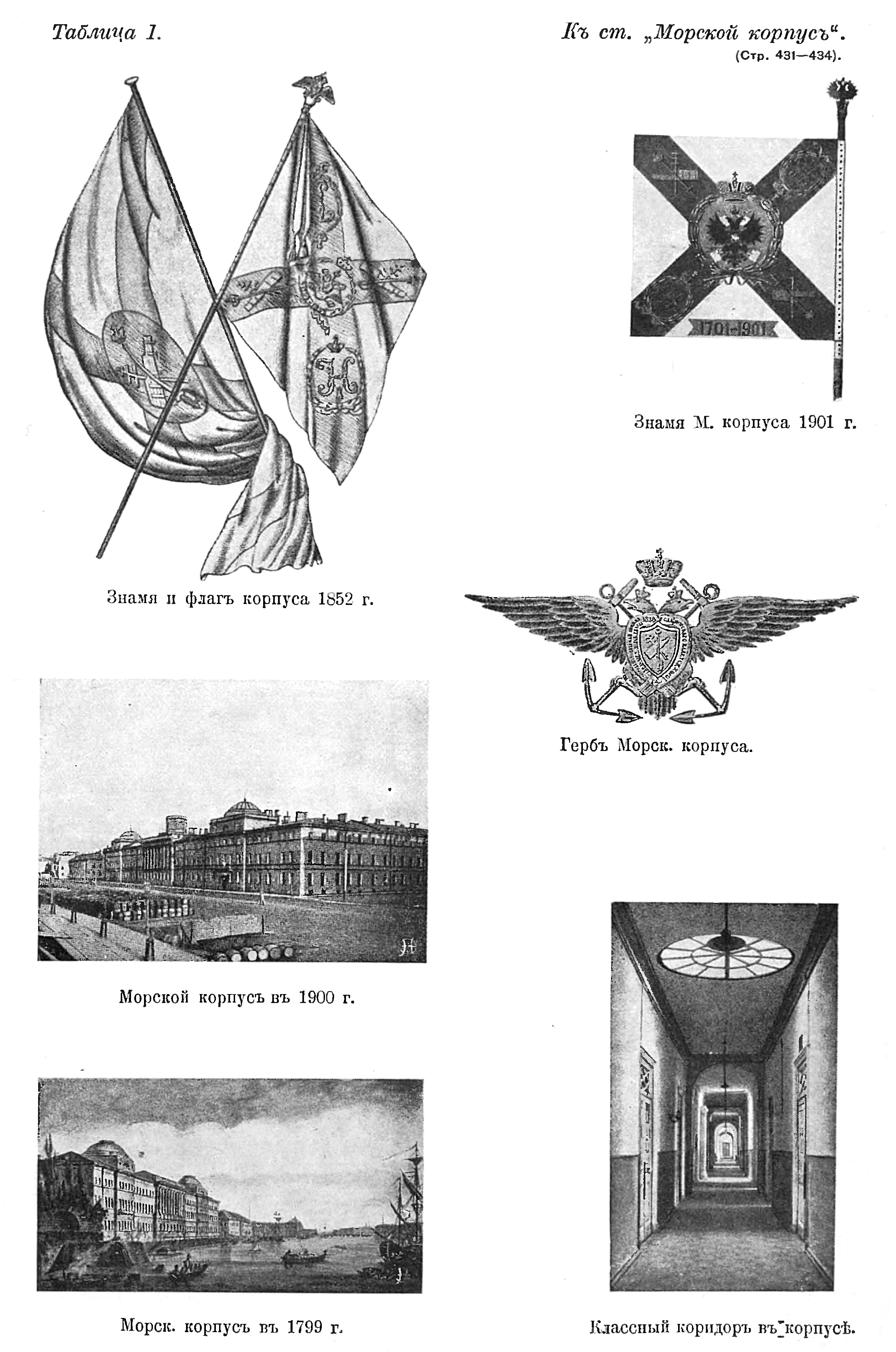
Corps des cadets de la Marine

### Période impériale
Pierre le Grand fonde le 14 janvier 1701 à Moscou une École de navigation qui se trouve dans la tour Soukharev. Elle déménage en 1715 à Saint-Pétersbourg, devenant l'Académie de la garde navale. Pierre le Grand en suit de près l'organisation et le programme des études. Elle s'installe en 1732 dans le palais Menchikov qui avait été confisqué à l'ancien favori tombé en disgrâce. La date du 17 février 1732, jour des premières leçons, est considérée comme celle de la fondation de la nouvelle académie. Il y avait cinquante-six élèves cette année-là. Son premier directeur était un Français, le baron de Saint-Hilaire. Elle est renommée en 1752 « corps naval des cadets gentilshommes » et comprenait 360 élèves. Les élèves des classes supérieures étaient appelés « garde-marines » et ceux des deux classes les plus jeunes, « cadets ». Le corps naval se trouve dans les locaux du palais Münnich, sur l'île Vassilievski, au coin du quai de la Grande-Néva et de la 12e ligne. Dix ans plus tard, le corps est renommé « corps des cadets de la Marine ». Tous les bâtiments brûlent en 1771, et l'établissement déménage à Cronstadt, où il demeure, jusqu'en 1796.
Paul Ier, qui s'était institué amiral-général, exprime le désir en novembre 1796 que le corps se rapproche de l'amirauté générale. Depuis lors, l'établissement est toujours au même endroit à Saint-Pétersbourg.
Il y avait 505 élèves en 1826. En 1827, l'on créée des classes d'officiers qui forment en 1862 le nouveau « Cours académique  des sciences navales », rebaptisé en 1877 « Académie navale Nicolas », qui est aujourd'hui l'Académie navale militaire.
Le corps naval est renommé « École navale » dans les années 1860 et retrouve son ancienne appellation de « corps des cadets de la Marine », en 1891 et réorganisé en 1894, avec six classes de 320 élèves. Les trois premières classes font partie du cycle commun, et les trois classes supérieures du cycle de spécialité. Il fallait pour entrer dans les classes du tronc commun avoir suivi avec succès trois classes de l'enseignement général, ou bien en avoir le niveau. L'accès à l'école se faisait par un examen. L'école était sous l'administration du ministère de la Marine. Les garde-marines qui terminaient leurs études, s'ils avaient terminé avec succès les cours théoriques et pratiques, étaient à l'automne suivant, après un voyage d'études, élevés au grade de mitchman.
Le corps des cadets de la Marine ferme ses portes au début de l'année 1918.

### Période soviétique
Dans le courant de l'année 1918, un nouvel établissement ouvre dans les locaux. Il est intitulé de 1926 à 1998 « École navale militaire supérieure Frounzé », du nom de l'ancien commissaire au peuple de la Marine, Mikhaïl Frounzé (1885-1925).

### Fédération de Russie

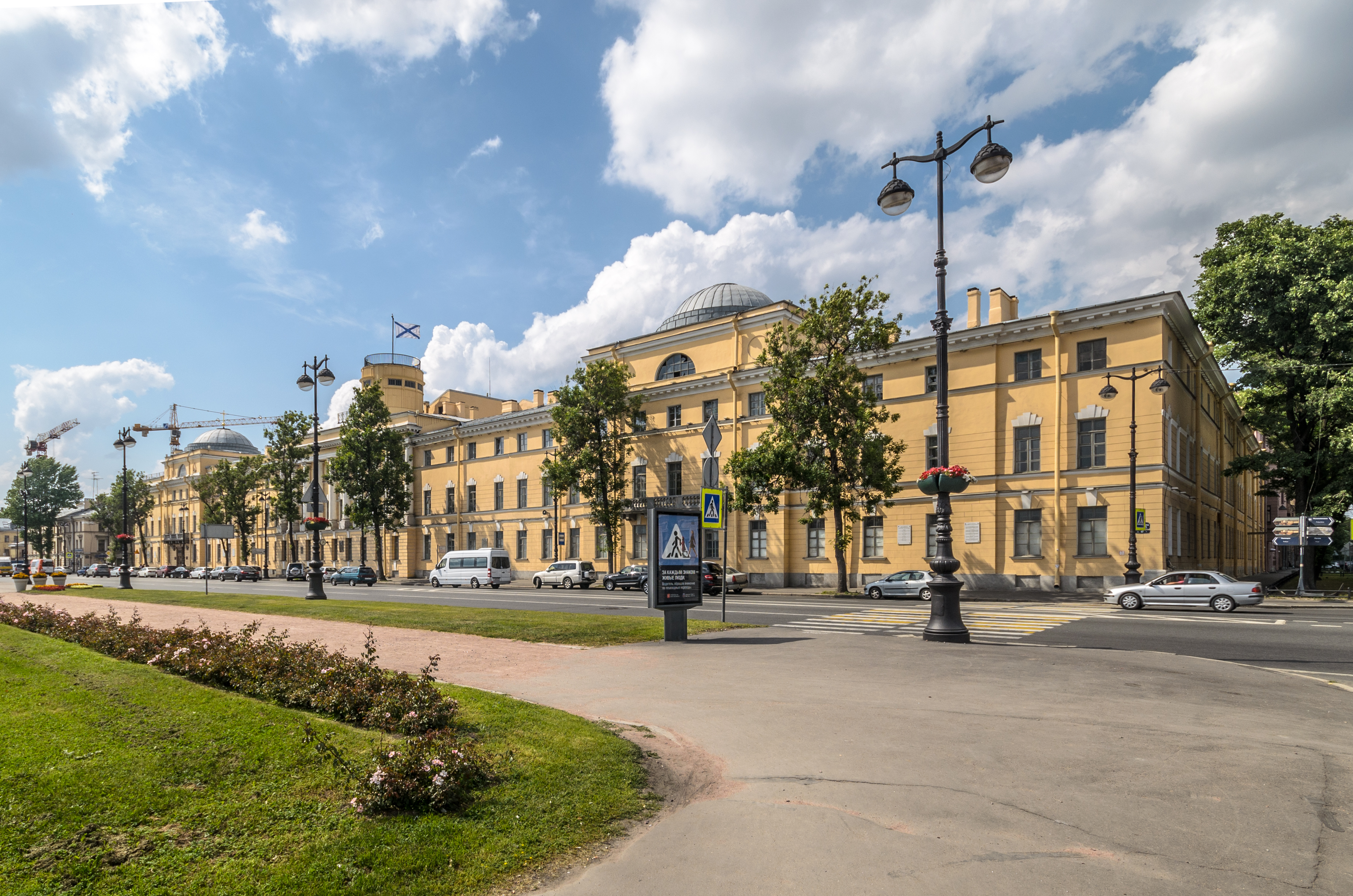
Façade du corps des cadets de la Marine Pierre-le-Grand, en 2014

Cet établissement fusionne le 1er novembre 1998 avec l'École supérieure navale maritime du Komsomol de Lénine, puis prend le nom en 2001, pour le tricentenaire de la fondation de l'école militaire de corps des cadets de la Marine Pierre-le-Grand de l'institut naval de Saint-Pétersbourg.
Il y a aujourd'hui trois établissements de cadets de la Marine à Saint-Pétersbourg : le corps des cadets de la Marine Pierre-le-Grand, le corps des cadets de la Marine de Cronstadt, et l'académie navale militaire Amiral-Kouznetsov.
Une exposition, ouverte le 4 septembre 2007, a eu lieu dans l'ancien palais Menchikov, consacrée au corps des cadets de la Marine.

## Fête
La fête du corps des cadets de la Marine se célébrait le 6 novembre (dans le calendrier julien), fête de saint Paul. Elle commençait par une cérémonie religieuse, suivie d'une parade militaire et d'un déjeuner de gala avec l'oie traditionnelle, et se poursuivait le soir par un bal, qui était l'occasion pour les jeunes filles de faire leur première entrée dans le monde. Ce bal ouvrait la saison. Le parrain (chef) du corps, le grand-duc Alexandre Mikhaïlovitch, y assistait chaque année.

## Directeurs

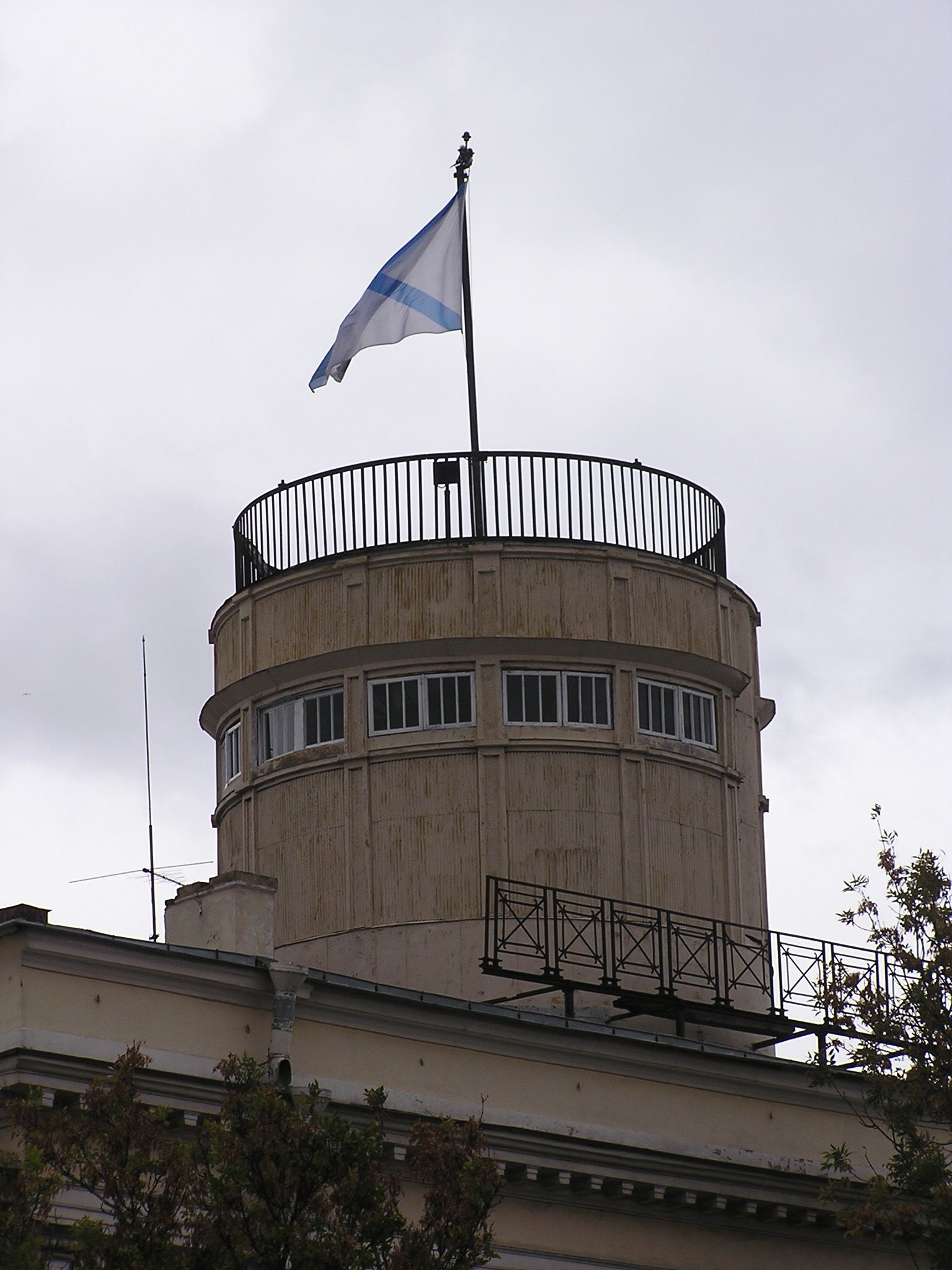
Drapeau de la marine (croix de saint André)

## Anciens élèves
- Grigori Boutakov (1820-1882), amiral
- Nikolaï von Essen (1860-1915), amiral
- Vladimir Istomine (1809-1853) contre-amiral
- Alexandre Koltchak (1874-1920), amiral auto-décerné
- Vladimir Kornilov (1806-1854), vice-amiral
- Mikhaïl Lazarev (1788-1851), amiral
- Pavel Nakhimov (1802-1855), amiral
- Fiodor Ouchakov (1744-1817), amiral
- Nikolaï Rimski-Korsakov (1844-1908), compositeur
- Dimitri Séniavine (1763-1831), amiral
- Igor Sikorsky (1889-1972), pionnier de l'aviation
- Nestor Monastyrev (1887-1957), capitaine et historien de la marine russe

Deux cents membres de la famille Rimski-Korsakov étudièrent dans ses murs.

## Source
- (ru) Cet article est partiellement ou en totalité issu de l’article de Wikipédia en russe intitulé « Морской кадетский корпус » (voir la liste des auteurs).